# Андоррский динер

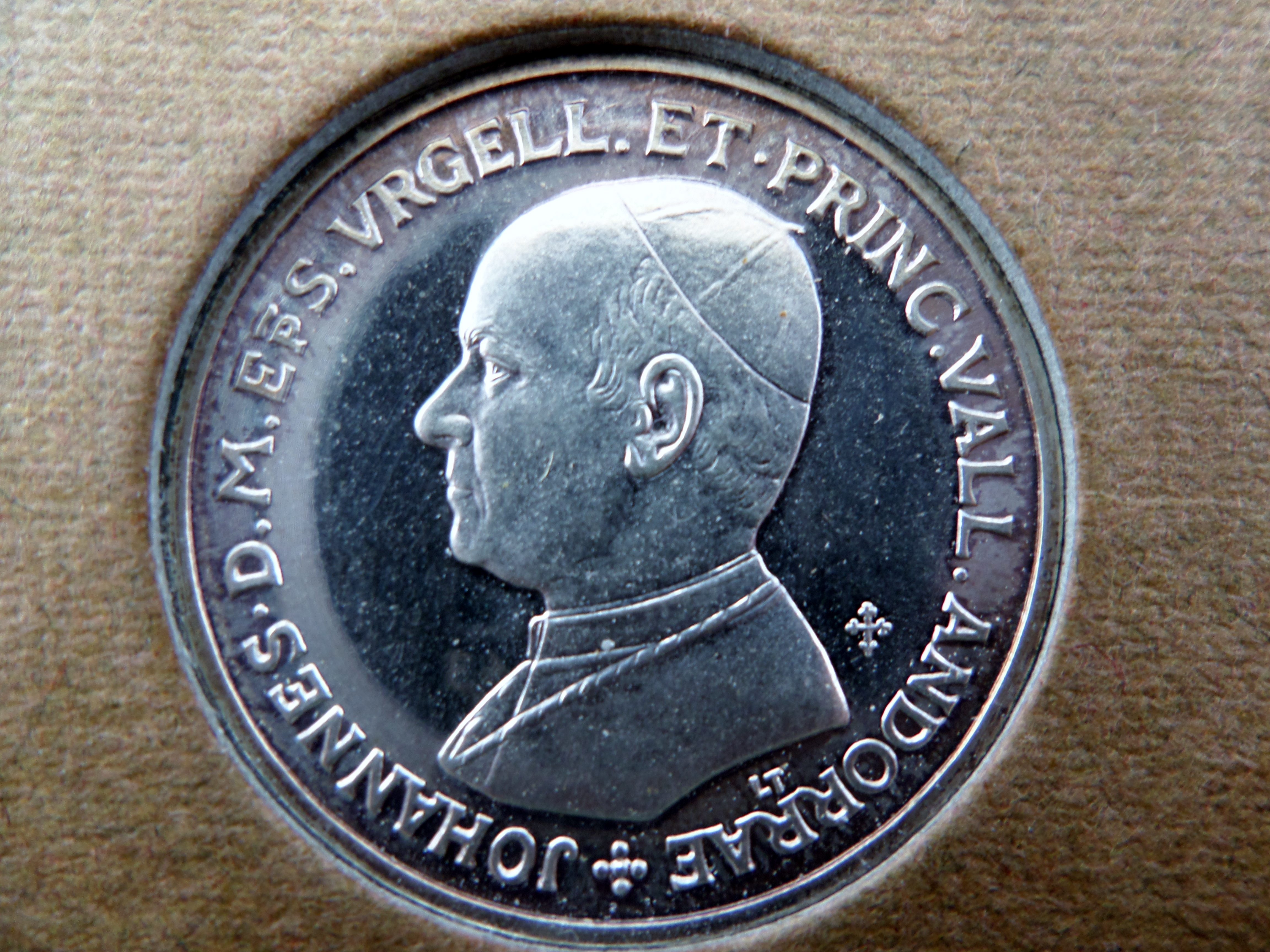
Монета 1500 динеров 1980 года, портрет епископа Урхельского, князя Андорры Жоана Марти-и-Аланиса (аверс)

Андоррский динер (кат. diner, исп. dinero) — денежная единица Андорры, выпускаемая только в виде коллекционных монет. Подразделяется на 100 сантимов. Была приравнена к 5 французским франкам.

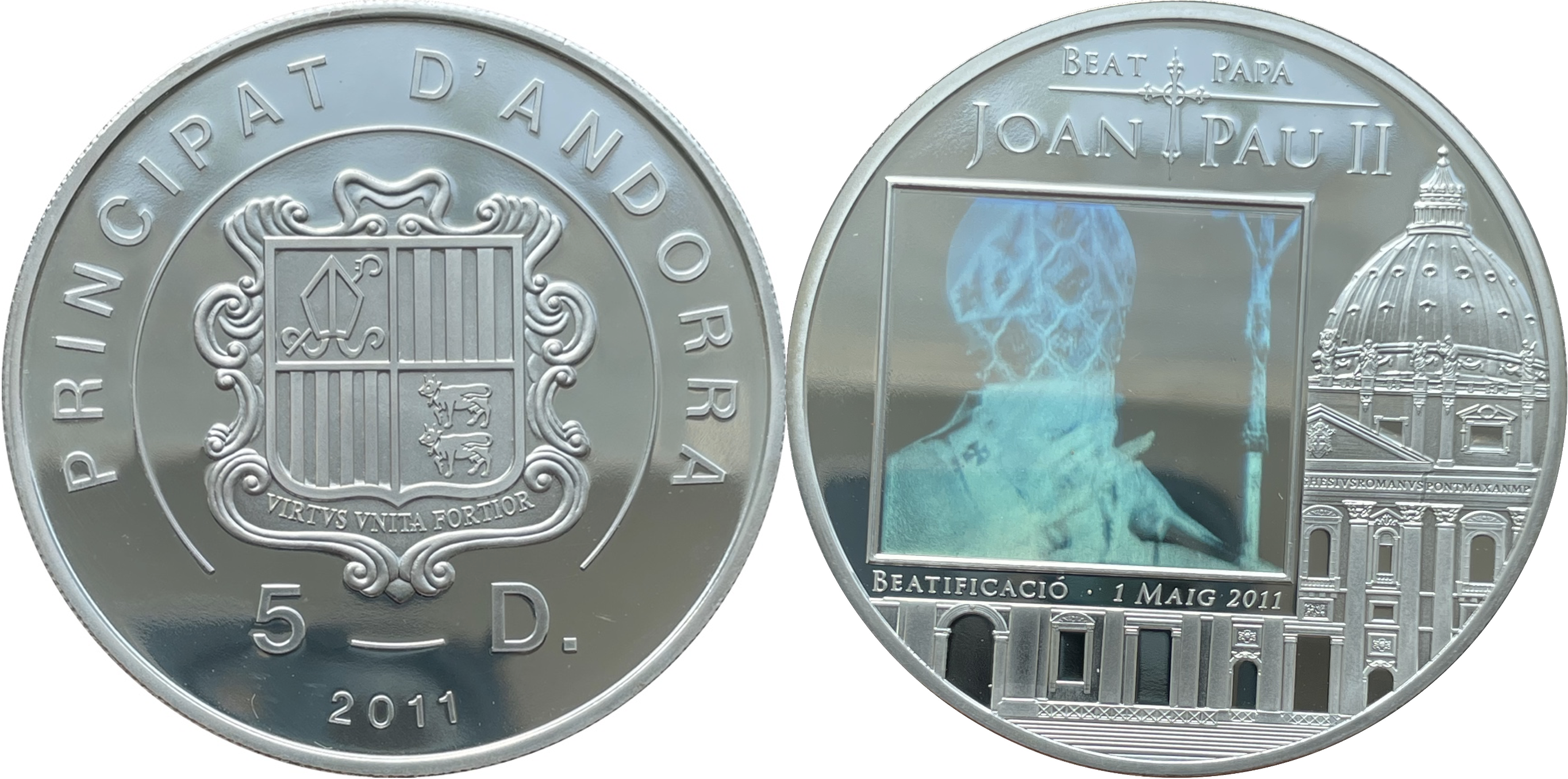
5 динеров 2011 года (Иоанн Павел II)

Выпускается с 1977 в форме памятных золотых, серебряных или биметаллических монет. Наиболее часто на монетах изображался Карл Великий.
Обменный курс динеров неформально составлял 1 динер за 100 песет (0,6 евро) или за 5 франков (0,75 евро). Динер не имеет никакого официального хождения и не является платёжным средством.

## Внешние ссылки
- Клуб коллекционеров биметаллических монет
- Сайт евроколлекционеров